# Namanganský vilájet
Namanganský vilájet je jeden z vilájetů (regionů) Uzbekistánu. Leží v jižní části Ferganské kotliny ve východní části země na pravém břehu řeky Syrdarja, která zde vzniká v místě soutoku řek Naryn a Karadarja. Sousedí s Taškentským, Ferganským a Andižanským vilájetem a dále s Kazachstánem a Tádžikistánem. V roce 2022 zde žilo 2 931 056 obyvatel, z nichž asi 35 % žilo na venkově. Hlavním městem regionu je Namangan.
Region je velmi bohatý na přírodní zdroje, jmenovitě například na ropu, zlato, diamanty, ale také uran, stříbro, železo, žulu nebo třeba mramor. V regionu se nachází celkem 11 okresů a osm měst. Panuje zde kontinentální podnebí, i přesto je v regionu významná zemědělská produkce, a to zejména bavlna, hedvábí, ale i různé druhy zeleniny. Rozšířeno je v regionu také pastevectví, v oblasti typicky kozy angorské. Z průmyslu je zde dominantní textilní průmysl.